# Thomas Lemieux
Thomas Lemieux est un économiste canadien né le 10 août 1962 à Québec.
Il est spécialiste d'économie du travail et de la méthode de régression sur discontinuité.

## Parcours
En 1984, il devient diplômé d'une maitrise d'économie à l'Université Queen's de Kingston en Ontario. En 1989, il obtient un doctorat (Ph. D) à l'Université de Princeton.
Après avoir obtenu son doctorat, il a enseigné au Massachusetts Institute of Technology jusqu'en 1992, année où il a été nommé professeur adjoint à l'Université de Montréal. En 1999, Thomas Lemieux a accepté un poste de professeur à l'Université de la Colombie-Britannique. Il a été rédacteur associé dans plusieurs revues d'économie, telles que le Journal of Business and Economic Statistics , Labor Economics , Journal of the European Economic Association , Review of Economics and Statistics et American Economic Review.
Une bonne partie de ses recherches est centrée sur le thème de l'inégalité des revenus. Lemieux étudie également des méthodes économétriques pour analyser la distribution des revenus.

## Travaux
Les travaux de Thomas Lemieux portent principalement sur l'économie du travail en général et les inégalités salariales dans des méthodes spécifiques et économétriques pour analyser ces questions. Selon IDEAS / RePEc, Lemieux fait partie du top 1% des économistes les plus cités.

## Publications
- Labour Market Economics, 7ème édition, (avec D. Benjamin, M. Gunderson, et W.C. Riddell), Toronto: McGraw-Hill Ryerson, 2012.
- Labour Market Economics, 6ème édition, (avec D. Benjamin, M. Gunderson, et W.C. Riddell), Toronto: McGraw-Hill Ryerson, 2007.
- Social and Labour Market Aspects of North American Linkages, (co-éditeur avec Richard Harris), University of Calgary Press for Industry Canada, 2005.
- L'économie souterraine au Québec: mythes et réalités, (avec Bernard Fortin, Gaétan Garneau, Guy Lacroix, et Claude Montmarquette), Québec: Presses de l'Université Laval, 1996